# Stjenice ubojice
Stjenice ubojice (Reduviidae), porodica kukaca polukrilaca iz podreda Heteroptera ili stjenica. Gotovo cijela porodica je predatorska (grabežljivci infrareda Cimicomorpha) koja se ističe dugim ljepljivim nogama, antenama, duguljastim tijelom, sisaljkama i dobro razvijenim rostrumom koji im služi za nabadanje kukaca, odnosno plijena, a veličina im iznosi od 5 – 40 mm.
Reduviidae su raširene širom svijeta, a neke vrste ove porodice u Južnoj Americi prenose opasanog parazita Trypanosoma cruzi koja uzrokuje Chagasovu bolest, od koje je umro i Charles Darwin.

## Potporodice i rodovi
- subfamilia Bactrodinae Stål, 1866
  - genus Bactrodes Stål, 1858
- subfamilia Centrocnemidinae Miller, 1956
  - genus Centrocnemis Signoret, 1852
  - genus Centrocnemoides Miller, 1956
  - genus Neocentrocnemis Miller, 1956
  - genus Paracentrocnemis Miller, 1956
- subfamilia Cetherinae Jeannel, 1919
  - tribus Cetherini Jeannel, 1919
    - genus Caprocethera Breddin, 1903
    - genus Carcinomma Bergroth, 1894
    - genus Caridomma Bergroth, 1894
    - genus Cethera Amyot & Serville, 1843
    - genus Cetheromma Jeannel, 1917

  - tribus Euphenini
    - genus Eupheno Gistel, 1848
- subfamilia Chryxinae Champion, 1898
  - genus Chryxus Champion, 1898
  - genus Lentia Wygodzinsky, 1946
  - genus Wygodzinskyella Usinger, 1952
- subfamilia Ectrichodiinae Amyot & Serville, 1843
  - genus Adrania Stål, 1863
  - genus Afrocastra Breddin, 1903
  - genus Antiopula Bergroth, 1894
  - genus Antiopuloides Miller, 1952
  - genus Audernaculus Miller, 1941
  - genus Audernacus Distant, 1904
  - genus Austrokatanga Weirauch, Rabitsch & Redei, 2009
  - genus Bannania Hsiao, 1973
  - genus Bayerus Distant, 1904
  - genus Bergeviniella Villiers, 1948
  - genus Borgmeierina Wygodzinsky, 1949
  - genus Brisbanocoris Miller, 1957
  - genus Brontostoma Kirkaldy, 1904
  - genus Caecina Stål, 1863
  - genus Caloundranius Miller, 1957
  - genus Centraspis Schaum, 1862
  - genus Centropleurocoris Miller, 1955
  - genus Choucoris Cai, 2000
  - genus Cimbus Hahn, 1831
  - genus Cleptria Stål, 1855
  - genus Colastocoris Miller, 1959
  - genus Cricetopareis Breedin, 1903
  - genus Cryptonannus Dougherty, 1995
  - genus Daraxa Stål, 1859
  - genus Distirogaster Horvath, 1914
  - genus Ditulocoris Miller, 1955
  - genus Doblepardocoris Dougherty, 1995
  - genus Dystecta Breddin, 1901
  - genus Echinocoris Livingstone & Ravichandran, 1992
  - genus Ectrichodia Lepeletier & Serville, 1825
  - genus Ectrichodiella Fracker & Bruner, 1924
  - genus Ectrychotes Burmeister, 1835
  - genus Ectrychotoides Miller, 1953
  - genus Eriximachus Distant, 1902
  - genus Gibbosella Chłond, 2010
  - genus Glymmatophora Stål, 1855
  - genus Godefridus Distant, 1904
  - genus Guionius Distant, 1909
  - genus Haematoloecha Stål, 1874
  - genus Haematorrhophus Stål, 1874
  - genus Hemihaematorrhophus Murugan & Livingstone, 1995
  - genus Hexamerocerus Reuter, 1881
  - genus Idiocleptria Miller, 1956
  - genus Kasaka Schouteden, 1952
  - genus Katanga Schouteden, 1953
  - genus Labidocoris Mayr, 1865
  - genus Lamprogastocoris Miller, 1952
  - genus Leptomendis Breddin, 1903
  - genus Libaviellus Miller, 1941
  - genus Libavius Distant, 1904
  - genus Libyomendis Breddin, 1903
  - genus Luluacoris Villiers, 1972
  - genus Maraenaspis Karsch, 1892
  - genus Margacoris Carpintero, 1980
  - genus Mascaregnasa Distant, 1909
  - genus Menbyolidis Villiers, 1948
  - genus Mendis Stål, 1859
  - genus Mendola Breddin, 1900
  - genus Microsanta Breddin, 1903
  - genus Microstemmatoides Putshkov, 1985
  - genus Microstemmella Miller, 1952
  - genus Microstemmidea Miller, 1952
  - genus Mimocleptria Horvath, 1914
  - genus Miomerocerus Karsch, 1892
  - genus Nannocleptria Miller, 1952
  - genus Nebriscoides Miller, 1957
  - genus Nebriscus Bergroth, 1895
  - genus Neobayerus Miller, 1953
  - genus Neohaematorrhophus Ambrose & Livingstone, 1986
  - genus Neolibavius Miller, 1941
  - genus Neosantosia Miller, 1941
  - genus Neoscadra Miller, 1941
  - genus Neoscadroides Miller, 1954
  - genus Neozirta Distant, 1919
  - genus Nularda Stål, 1859
  - genus Okondo Schouteden, 1931
  - genus Paracleptria Miller, 1952
  - genus Paralibavius Paiva, 1919
  - genus Parascadra Miller, 1953
  - genus Paravilius Miller, 1955
  - genus Philodoxus Horvath, 1914
  - genus Pothea Amyot & Serville, 1843
  - genus Preangerocoris Miller, 1954
  - genus Pseudodaraxa Carpintero, 1980
  - genus Pseudopothea Wygodzinsky, 1951
  - genus Pseudozirta Bérenger & Gil-Santana, 2005
  - genus Pyrodocoris Miller, 1955
  - genus Quercetanus Distant, 1904
  - genus Quinssyana Distant, 1913
  - genus Racelda Signoret, 1863
  - genus Rellimocoris Dougherty, 1982
  - genus Rhiginia Stål, 1859
  - genus Rhysostethus Hsiao, 1973
  - genus Rochonia Distant, 1913
  - genus Santosia Stål, 1858
  - genus Scadra Stål, 1859
  - genus Scadrana Miller, 1953
  - genus Schmitzicoris Villiers, 1976
  - genus Schottus Distant, 1902
  - genus Schuhella Dougherty, 1995
  - genus Sciaphilocoris Miller, 1949
  - genus Sinchocoris Dougherty, 1995
  - genus Sphinctocoris Mayr, 1865
  - genus Stegius Distant, 1902
  - genus Synavecoris Villiers, 1953
  - genus Synectrychotes Livingstone & Murugan, 1987
  - genus Tamaonia China, 1940
  - genus Toxopeusiana Miller, 1954
  - genus Toxopus Bergroth, 1905
  - genus Tracasafra Villiers, 1948
  - genus Travassocoris Wygodzinsky, 1947
  - genus Triclepola Villiers, 1948
  - genus Vilius Stål, 1863
  - genus Wygodzinskyocoris Dougherty, 1995
  - genus Xarada Carpintero, 1980
  - genus Xenorhyncocoris Miller, 1938
  - genus Zirta Stål, 1859
  - genus Zombocoris Miller, 1952
- subfamilia Elasmodeminae Lethierry & Severin, 1896
  - genus Elasmodema Stål, 1860
- subfamilia Emesinae Amyot & Serville, 1843
  - tribus Collartidini Wygodzinsky, 1966
    - genus Collartida Villiers, 1949
    - genus Mangabea Villiers, 1970
    - genus Stenorhamphus Elkins, 1962

  - tribus Deliastini Villiers, 1949
    - genus Bergemesa Wygodzinsky, 1950
    - genus Palacus Dohrn, 1863
    - genus Stalemesa Wygodzinsky, 1966

  - tribus Emesini
    - genus Armstrongocoris Wygodzinsky, 1949
    - genus Belosternella Maldonado & Van Doesburg, 1996
    - genus Chinemesa Wygodzinsky, 1966
    - genus Dohrnemesa Wygodzinsky, 1945
    - genus Emesa Fabricius, 1803
    - genus Eugubinus Distant, 1903
    - genus Gardena Dohrn, 1860
    - genus Gardenoides Paulian & Grjebine, 1953
    - genus Mayemesa Wygodzinsky, 1945
    - genus Myiophanes Reuter, 1881
    - genus Phasmatocoris Breddin, 1904
    - genus Polauchenia McAtee & Malloch, 1925
    - genus Protogardena Wygodzinsky, 1966
    - genus Schoutedenocoris Villiers, 1961
    - genus Stenolemimus Wygodzinsky, 1966
    - genus Stenolemoides McAtee & Malloch, 1925
    - genus Stenolemopsis Wygodzinsky, 1966
    - genus Stenolemus Signoret, 1858
    - genus Strinatiella Villiers, 1973

  - tribus Leistarchini Stål, 1836
    - genus Ambilobea Villiers, 1971
    - genus Ambrinemesa Villiers, 1971
    - genus Armstrongula Wygodzinsky, 1950
    - genus Atisne Wygodzinsky, 1966
    - genus Bagauda Bergroth, 1903
    - genus Bagaudella Miller, 1952
    - genus Bagaudina Wygodzinsky, 1966
    - genus Bettyella Wygodzinsky, 1966
    - genus Gnomocoris McAtee & Malloch, 1926
    - genus Gomesius Distant, 1903
    - genus Guithera Distant, 1906
    - genus Laurenticoris Villiers, 1975
    - genus Leistarches Dohrn, 1860
    - genus Lethierrya Puton, 1876
    - genus Lhostella Villiers, 1948
    - genus Lutevula Breddin, 1909
    - genus Mafulemesa Wygodzinsky, 1966
    - genus Millotina Villiers, 1953
    - genus Monicacoris Putshkov, 1985
    - genus Nesita Bergroth, 1906
    - genus Orianocoris Villiers, 1964
    - genus Orthunga Dohrn, 1859
    - genus Paraluteva Villiers, 1961
    - genus Paranesita Wygodzinsky, 1966
    - genus Phryxobotrys McAtee & Malloch, 1926
    - genus Ploiaria Scopoli, 1786
    - genus Proguithera Wygodzinsky, 1966
    - genus Pseudobagauda Wygodzinsky, 1966
    - genus Pseudoghiliana Maldonado, 1992
    - genus Tinna Dohrn, 1859
    - genus Tinnatunga Wygodzinsky, 1966
    - genus Tinnunga Wygodzinsky, 1966
    - genus Voloina Villiers, 1971

  - tribus Metapterini Stål, 1874
    - genus Anandromesa Wygodzinsky, 1966
    - genus Barce Stål, 1866
    - genus Bargylia Stål, 1866
    - genus Berlandiana Villiers, 1949
    - genus Bobba Bergroth, 1914
    - genus Emesaya Mcatee & Malloch, 1925
    - genus Emesella Dohrn, 1860
    - genus Ghilianella Spinola, 1835
    - genus Ghinallelia Wygodzinsky, 1966
    - genus Hornylia Wygodzinsky, 1966
    - genus Ischnobaena Stål, 1870
    - genus Ischnobaenella Wygodzinsky, 1966
    - genus Ischnonyctes Stål, 1874
    - genus Jamesa Villiers, 1948
    - genus Jamesella Dispons, 1969
    - genus Leaylia Wygodzinsky, 1966
    - genus Leptinoschidium Wygodzinsky, 1966
    - genus Liaghinella Wygodzinsky, 1966
    - genus Metapterus A. Costa, 1862
    - genus Nandariva Wygodzinsky, 1966
    - genus Onychomesa Wygodzinsky, 1966
    - genus Pelmatomesa Wygodzinsky, 1966
    - genus Pseudobargylia Wygodzinsky, 1951
    - genus Pseudometapterus Wygodzinsky, 1966
    - genus Pseudonychomesa Popov, 1991
    - genus Schidium Bergroth, 1916
    - genus Taitaia Wygodzinsky, 1966
    - genus Tubuataita Wygodzinsky, 1966

  - tribus Ploiariolini Van Duzee, 1916
    - genus Ademula McAtee & Malloch, 1926
    - genus Bironiola Horvath, 1914
    - genus Calphurniella Wygodzinsky, 1966
    - genus Calphurnioides Distant, 1913
    - genus Ctydinna China, 1930
    - genus Diabolicoris Wall & Cassis, 2003
    - genus Disponsopsis Villiers, 1979
    - genus Emesopsis Uhler, 1894
    - genus Empicoris Wolff, 1811
    - genus Hybomatocoris Wygodzinsky, 1966
    - genus Malacopus Stål, 1860
    - genus Mesosepis Wygodzinsky, 1966
    - genus Nesidiolestes Kirkaldy, 1902
    - genus Panamia Kirkaldy, 1907
    - genus Saicella Usinger, 1958
    - genus Sepimesos Wygodzinsky, 1966
    - genus Tridemula Horváth, 1914
- subfamilia Hammacerinae Stål, 1859
  - genus Homalocoris Perty, 1833
  - genus Microtomus Illiger, 1807
- subfamilia Harpactorinae Amyot & Serville, 1843
  - tribus Apiomerini Amyot & Audinet-Serville, 1843
    - genus Agriocleptes Stål, 1866
    - genus Agriocoris Stål, 1866
    - genus Amauroclopius Stål, 1868
    - genus Apiomerus Hahn, 1831
    - genus Beharus Amyot & Serville, 1843
    - genus Calliclopius Stål, 1868
    - genus Foucartus Berenger, 2006
    - genus Heniartes Spinola, 1840
    - genus Manicocoris Stål, 1866
    - genus Micrauchenus Amyot & Servile, 1843
    - genus Ponerobia Amyot & Serville, 1843
    - genus Sphodrolestes Stål, 1866

  - tribus Diaspidiini Miller, 1959
    - genus Cleontes Stål, 1874
    - genus Diaspidius Westwood, 1837
    - genus Rodhainiella Schouteden, 1913

  - tribus Dicrotelini Stal, 1859
    - genus Arrilpecoris Malipatil, 1988
    - genus Asiacoris Tomokuni & Cai, 2002
    - genus Barlireduvius Malipatil, 1988
    - genus Dicrotelus Erichson, 1842
    - genus Henricohahnia Breddin, 1900
    - genus Hsiaotycoris Lu et al., 2006
    - genus Karenocoris Miller, 1954
    - genus Karlacoris Malipatil, 1988
    - genus Malaiseana Miller, 1954
    - genus Nyllius Stål, 1859
    - genus Paranyllius Miller, 1954
    - genus Tapirocoris Miller, 1954
    - genus Yangicoris Cai, 1995

  - tribus Ectinoderini
    - genus Amulius Stål, 1866
    - genus Ectinoderus Westwood, 1845

  - tribus Harpactorini Amyot & Serville, 1843
    - genus Abelamocoris Miller, 1958
    - genus Acanthischium Amyot & Serville, 1843
    - genus Acholla Stål, 1862
    - genus Aga Distant, 1910
    - genus Agrioclopius Stål, 1866
    - genus Agriolestes Stål, 1866
    - genus Agriosphodrus Stål, 1866
    - genus Agyrius Stål, 1863
    - genus Alcmena Stål, 1859
    - genus Alcmenoides Miller, 1953
    - genus Ambastus Stål, 1872
    - genus Amphibolus Klug, 1830
    - genus Analanca Miller, 1955
    - genus Anyttus Stål, 1865
    - genus Aphonocoris Miller, 1950
    - genus Aprepolestes Stål, 1868
    - genus Arcesius Stål, 1863
    - genus Arilus Hahn, 1831
    - genus Aristathlus Bergroth, 1913
    - genus Astinus Stål, 1859
    - genus Atopozelus Elkins, 1954
    - genus Atrachelus Amyot & Serville, 1843
    - genus Aulacoclopius Breddin, 1903
    - genus Aulacosphodrus Stål, 1870
    - genus Australcmena Miller, 1958
    - genus Austrarcesius Miller, 1957
    - genus Austrovelinus Malipatil, 1991
    - genus Authenta Bergroth, 1894
    - genus Baliemocoris Miller, 1958
    - genus Bequaertidea Schouteden, 1932
    - genus Bergrothellus Miller, 1953
    - genus Bettotanocoris Miller, 1954
    - genus Bewanicoris Miller, 1958
    - genus Biasticus Stål, 1866
    - genus Blapton Spinola, 1850
    - genus Bocatella Villiers, 1948
    - genus Brassivola Distant, 1904
    - genus Breddinia Bergroth, 1903
    - genus Bubiacoris Miller, 1959
    - genus Bukacoris Miller, 1958
    - genus Butuanocoris Miller, 1953
    - genus Callanocoris Villiers, 1960
    - genus Callilestes Villiers, 1960
    - genus Callistodema Reuter, 1890
    - genus Campsolomus Stål, 1870
    - genus Camptibia Cai, 2003
    - genus Campylorhyncha Stål, 1870
    - genus Carmenula Maldonado, 1992
    - genus Castolus Stål, 1858
    - genus Catasphactes Stål, 1866
    - genus Cerellius Distant, 1903
    - genus Chaetacantha Bergroth, 1895
    - genus Chondrolophus Bergroth, 1895
    - genus Cidoria Amyot & Serville, 1843
    - genus Coilopus Elkins, 1969
    - genus Coliniella Schouteden, 1932
    - genus Colpochilocoris Reuter, 1881
    - genus Coniophyrta Breddin, 1912
    - genus Coranopsis Horvath, 1892
    - genus Coranus Curtis, 1833
    - genus Corcia Stål, 1859
    - genus Corhinoris Villiers, 1953
    - genus Cosmoclopius Stål, 1866
    - genus Cosmolestes Stål, 1866
    - genus Cosmosycanus Ishikawa & Tomokuni, 2004
    - genus Cydnocoris Stål, 1866
    - genus Debilia Stål, 1859
    - genus Diarthrotarsus Bergroth, 1905
    - genus Dinocleptes Stål, 1866
    - genus Doldina Stål, 1859
    - genus Domnus Stål, 1858
    - genus Dumbia Schouteden, 1932
    - genus Ecelenodalus Elkins & Wygodzinsky, 1957
    - genus Elemacoris Miller, 1958
    - genus Elongicoris Hidaka & Miller, 1959
    - genus Endochiella Hsiao, 1979
    - genus Endochopsis Hsiao, 1979
    - genus Endochus Stål, 1859
    - genus Epidaucus Hsiao, 1979
    - genus Epidaus Stål, 1859
    - genus Erbessus Stål, 1872
    - genus Euagoras Burmeister, 1835
    - genus Euagoropsis Hsiao, 1979
    - genus Eulyes Amyot & Serville, 1843
    - genus Eurocconota Miller, 1941
    - genus Eurosomocoris Miller, 1941
    - genus Fitchia Stål, 1859
    - genus Floresocoris Miller, 1958
    - genus Gattonocoris Miller, 1957
    - genus Gminatellus Miller, 1957
    - genus Gminatus Stål, 1859
    - genus Gonteosphodrus Cheesman, 1935
    - genus Gorareduvius Malipatil, 1991
    - genus Graptocleptes Stål, 1866
    - genus Graptoclopius Stål, 1866
    - genus Graptolestes Stål, 1866
    - genus Haematochares Stål, 1855
    - genus Hagia Stål, 1863
    - genus Hagiana Miller, 1958
    - genus Haplolestes Bergroth, 1913
    - genus Harpactor Laporte, 1833
    - genus Harpactorella Wygodzinsky, 1946
    - genus Harpagocoris Stål, 1853
    - genus Harrisocoris Miller, 1959
    - genus Havinthus Stål, 1859
    - genus Hediocoris Reuter, 1882
    - genus Helonotus Amyot & Serville, 1843
    - genus Heterocorideus Schouteden, 1952
    - genus Heza Amyot & Serville, 1843
    - genus Hiranetis Spinola, 1840
    - genus Hoffmannocoris China, 1940
    - genus Homalosphodrus Stål, 1866
    - genus Hoplomargasus Horvath, 1914
    - genus Hoplopium Bergroth, 1910
    - genus Igora Hesse, 1925
    - genus Iocoris Zhao et al., 2009
    - genus Iquitozelus Berenger, 2003
    - genus Irantha Stål, 1861
    - genus Iranthoides Miller, 1959
    - genus Ischnoclopius Stål, 1868
    - genus Ischnolestes Stål, 1866
    - genus Isocondylus Amyot & Serville, 1843
    - genus Isyndus Stål, 1858
    - genus Ixopus Bergroth, 1913
    - genus Jeanneliella Schouteden, 1932
    - genus Kalabitocoris Miller, 1941
    - genus Kalonotocoris Miller, 1941
    - genus Kaniama Schouteden, 1952
    - genus Keiserocoris Miller, 1957
    - genus Kibatia Schouteden, 1932
    - genus Kibonotocoris Miller, 1953
    - genus Komodocoris Miller, 1954
    - genus Lamottellus Villiers, 1948
    - genus Lamprosphodrus Stål, 1840
    - genus Lanca Distant, 1906
    - genus Leptodema De Carlini, 1892
    - genus Leptolestes Bergroth, 1906
    - genus Lerton Schouteden, 1952
    - genus Lestonicoris Villiers, 1967
    - genus Liangcoris Zhao, Cai & Ren, 2007
    - genus Lindus Stål, 1862
    - genus Lingnania China, 1940
    - genus Lissocleptes Stål, 1870
    - genus Loboplusius Bergroth, 1909
    - genus Lophocephala Laporte, 1833
    - genus Lopodytes Stål, 1853
    - genus Luja Schouteden, 1911
    - genus Macracanthopsis Reuter, 1881
    - genus Mafulucoris Miller, 1958
    - genus Makilingana Miller, 1953
    - genus Maldonadocoris Zhao et al., 2006
    - genus Mametocoris Miller, 1956
    - genus Margasus Stål, 1858
    - genus Marjoriana Berenger, 2007
    - genus Massartia Schouteden, 1952
    - genus Mastigonomus Bergroth, 1894
    - genus Mastocoris Miller, 1959
    - genus Mastostethocoris Miller, 1958
    - genus Mecistocoris Reuter, 1877
    - genus Microcarenus Bergroth, 1895
    - genus Mireella Villiers, 1967
    - genus Mireicoris Villiers, 1967
    - genus Mokoto Schouteden, 1952
    - genus Montina Amyot & Serville, 1843
    - genus Moto Schouteden, 1932
    - genus Motoperius Tordo, 1958
    - genus Mucrolicter Elkins, 1962
    - genus Myocoris Burmeister, 1835
    - genus Nacorus Villiers, 1948
    - genus Nacurosana Miller, 1954
    - genus Nagusta Stål, 1859
    - genus Nagustoides Miller, 1953
    - genus Nannotegea Miller, 1953
    - genus Nanyukicoris Miller, 1959
    - genus Narsetes Distant, 1903
    - genus Neoarcesius Miller, 1958
    - genus Neobiasticus Miller, 1958
    - genus Neocydnocoris Miller, 1953
    - genus Neohavinthus Malipatil, 1991
    - genus Neonagusta Ambrose & Vennison, 1992
    - genus Neosphedanolestes Miller, 1958
    - genus Neotropiconyttus Kirkaldy, 1909
    - genus Neoveledella Malipatil, 1991
    - genus Neovelinus Miller, 1958
    - genus Neovillanovanus Ambrose & Vennison, 1991
    - genus Nesocastolus Bruner & Barber, 1937
    - genus Nicrus Stål, 1863
    - genus Nothocleptes Miller, 1959
    - genus Notocyrtus Burmeister, 1835
    - genus Occamus Distant, 1909
    - genus Odontogonus Bergroth, 1904
    - genus Oedemanota Miller, 1957
    - genus Orbella Maldonado, 1987
    - genus Pahabengkakia Miller, 1941
    - genus Palawanocoris Miller, 1953
    - genus Paloptus Stål, 1861
    - genus Paniaia Miller, 1958
    - genus Panthous Stål, 1863
    - genus Pantoleistes Stål, 1853
    - genus Paracydnocoris Miller, 1953
    - genus Paralcmena Miller, 1953
    - genus Paramphibolus Reuter, 1887
    - genus Parapanthous Distant, 1919
    - genus Parapeprius Villiers, 1961
    - genus Parasclomina Miller, 1948
    - genus Paravadimon Villiers, 1951
    - genus Parendochus Hsiao, 1979
    - genus Pareulyes Miller, 1957
    - genus Parharpagocoris Schouteden, 1952
    - genus Parhelonotus Miller, 1958
    - genus Parirantha Miller, 1959
    - genus Peprius Stål, 1859
    - genus Perissorhynchus Miller, 1952
    - genus Peyrierocoris Chlond & Junkiert, 2010
    - genus Pharagocoris Villiers, 1982
    - genus Phemius Stål, 1859
    - genus Phonoctonus Stål, 1853
    - genus Phonolibes Stål, 1854
    - genus Piestolestes Bergroth, 1912
    - genus Pirnonota Stål, 1859
    - genus Pisilus Stål, 1858
    - genus Platerus Distant, 1903
    - genus Ploeogaster Amyot & Serville, 1843
    - genus Poecilobdallus Stål, 1868
    - genus Poeciloclopius Stål, 1866
    - genus Poecilosphodrus Reuter, 1887
    - genus Polididus Stål, 1858
    - genus Polymazus Gerstaecker, 1892
    - genus Pristhesancus Amyot & Serville, 1843
    - genus Protenthocoris Miller, 1959
    - genus Pselliopus Bergroth, 1905
    - genus Pseudolopodes Putshkov, 1985
    - genus Pseudolopodytes Schouteden, 1957
    - genus Pseudophonoctonus Schouteden, 1913
    - genus Pyrrhosphodrus Stål, 1866
    - genus Repipta Stål, 1859
    - genus Rhapactor Puton, 1887
    - genus Rhaphidosoma Amyot & Serville, 1843
    - genus Rhinocoroides Miller, 1953
    - genus Rhynocoris Hahn, 1833
    - genus Ricolla Stål, 1859
    - genus Rihirbus Stål, 1861
    - genus Rocconota Stål, 1859
    - genus Sava Amyot & Serville, 1843
    - genus Saxitius Stål, 1859
    - genus Scipinia Stål, 1861
    - genus Sclomina Stål, 1861
    - genus Scoloponotus Horvath, 1914
    - genus Serendiba Distant, 1906
    - genus Serendibana Miller, 1953
    - genus Serendus Hsiao, 1979
    - genus Siamocoris Miller, 1941
    - genus Sindala Stål, 1862
    - genus Sinea Amyot & Serville, 1843
    - genus Sosius Champion, 1899
    - genus Sphedanolestes Stål, 1866
    - genus Sphodronyttus Stål, 1866
    - genus Stachyomerus Stål, 1870
    - genus Stalireduvius Tomokuni & Cai, 2004
    - genus Stehlikia Villiers, 1965
    - genus Sycanus Amyot & Serville, 1843
    - genus Tegea Stål, 1863
    - genus Tegellula Breddin, 1912
    - genus Testusius Villiers, 1948
    - genus Thereutocoris Miller, 1959
    - genus Thysanuchus Bergroth, 1918
    - genus Tivanius Villiers, 1945
    - genus Toxocamptellus Breddin, 1900
    - genus Trachylestes Stål, 1868
    - genus Tunes Stål, 1866
    - genus Ulpius Stål, 1865
    - genus Undiareduvius Malipatil, 1991
    - genus Vachiria Stål, 1859
    - genus Vadimon Stål, 1859
    - genus Varelia Kirkaldy, 1910
    - genus Vatinius Stål, 1865
    - genus Veledella Bergroth, 1894
    - genus Velinus Stål, 1865
    - genus Vesbius Stål, 1865
    - genus Vestula Stål, 1865
    - genus Vesulus Stål, 1865
    - genus Villanovanus Distant, 1904
    - genus Villiersiana Putshkov, 1985
    - genus Vitumnus Stål, 1865
    - genus Xystonyttus Kirkaldy, 1909
    - genus Yolinus Amyot & Serville, 1843
    - genus Zalmoxis Stål, 1865
    - genus Zavattariocoris Miller, 1954
    - genus Zelus Fabricus, 1803
    - genus Zostus Stål, 1874

  - tribus Rhaphidosomatini
    - genus Vibertiola Horvath, 1909
- subfamilia Holoptilinae Amyot & Serville, 1843
  - tribus Aradellini Wygodzinsky & Usinger, 1963
    - genus Aradelloides Malipatil, 1983
    - genus Aradellus Westwood, 1874

  - tribus Dasycnemini Wygodzinsky & Usinger, 1963
    - genus Dasycnemus Bergroth, 1898
    - genus Locoptiris Villiers, 1943
    - genus Neolocoptiris Wygodzinsky & Usinger, 1963
    - genus Putoniola Bergroth, 1898
    - genus Rudebeckocoris Miller, 1956

  - tribus Holoptilini Lepletier & Audinet-Serville, 1825
    - genus Holoptiloides Miller, 1956
    - genus Holoptilus Lepeletier & Audinet-Serville, 1825
    - genus Orthocnemis Westwood, 1845
    - genus Ptilocerus Gray, 1832
    - genus Ptilocnemus Westwood, 1840
    - genus Ptilocoris Montandon, 1907
    - genus Smiliopus Bergroth, 1909
    - genus Thysanopus Bergroth, 1893
- subfamilia Manangocorinae Miller, 1954
  - genus Manangocoris Miller, 1954
- subfamilia Peiratinae Amyot & Serville, 1843
  - genus Androclus Stål, 1863
  - genus Bekilya Villiers, 1949
  - genus Brachysandalus Stål, 1866
  - genus Calistocoris Reuter, 1881
  - genus Catamiarus Amyot & Serville, 1843
  - genus Ceratopirates Schouteden, 1933
  - genus Ectomocoris Mayr, 1865
  - genus Eidmannia Taeuber, 1934
  - genus Froeschnerisca Coscarón, 1997
  - genus Fusius Stål, 1862
  - genus Hovacoris Villiers, 1964
  - genus Lamotteus Villiers, 1948
  - genus Lentireduvius Cai & Taylor, 2006
  - genus Lestomerus Amyot & Serville, 1843
  - genus Melanolestes Stål, 1866
  - genus Microcleptocoris Villiers, 1968
  - genus Microsandalus Stål, 1866
  - genus Mutillocoris Villiers, 1964
  - genus Neopirates Miller, 1952
  - genus Pachysandalus Jeannel, 1916
  - genus Parapirates Villiers, 1959
  - genus Peirates Serville, 1831
  - genus Phalantus Stål, 1863
  - genus Phorastes Kirkaldy, 1900
  - genus Polychitonocoris Miller, 1940
  - genus Pseudolestomerus Villiers, 1964
  - genus Pteromalestes Miller, 1959
  - genus Rapites Villiers, 1948
  - genus Rasahus Amyot & Serville, 1843
  - genus Sirthenea Spinola, 1837
  - genus Thymbreus Stål, 1859
  - genus Tydides Stål, 1865
  - genus Zeraikia Gil-Santana & Costa, 2003
- subfamilia Phimophorinae Handlirsch, 1897
  - tribus Mendanocorini Miller, 1956
    - genus Mendanocoris Miller, 1956

  - tribus Phimophorini Handlirsch, 1897
    - genus Phimophorus Bergroth, 1886
- subfamilia Phymatinae Laporte, 1832
  - tribus Carcinocorini Handlirsch, 1897
    - genus Carcinochelis Fieber, 1861
    - genus Carcinocoris Handlirsch, 1897
    - genus Chelocoris Bianchi, 1899

  - tribus Macrocephalini Handlirsch, 1897
    - genus Agdistocoris Kormilev, 1962
    - genus Agreuocoris Handlirsch, 1897
    - genus Amblythyreus Westwood, 1841
    - genus Bakerinia Kormilev, 1962
    - genus Cnizocoris Handlirsch, 1897
    - genus Diurocoris Maa & Lin, 1956
    - genus Eurymnus Bergroth, 1917
    - genus Extraneza Barber, 1939
    - genus Glossopelta Handlirsch, 1897
    - genus Goellneriana van Doesburg, 2004
    - genus Hoberlandtiana Kormilev & van Doesberg, 1986
    - genus Kormilevida van Doesburg, 1997
    - genus Lophoscutus Kormilev, 1951
    - genus Macrocephalus Swederus, 1787
    - genus Metagreuocoris Villiers, 1965
    - genus Narina Distant, 1906
    - genus Oxythyreus Westwood, 1841
    - genus Parabotha Kormilev, 1984
    - genus Paragreuocoris Carayon, 1949

  - tribus Phymatini Laporte, 1832
    - genus Anthylla Stål, 1876
    - genus Kelainocoris Kormilev, 1963
    - genus Neoanthylla Kormilev, 1951
    - genus Paraphymata Kormilev, 1962
    - genus Phymata Latreille, 1802

  - tribus Themonocorini Carayon, Usinger & Wygodzinsky, 1958
    - genus Themonocoris Carayon, Usinger & Wygodzinsky, 1958
- subfamilia Physoderinae Miller, 1954
  - genus Befotaka Villiers, 1962
  - genus Cryptophysoderes Wygodzinsky & Maldonado, 1972
  - genus Epiroderoides Villiers, 1962
  - genus Henicocephaloides Villiers, 1962
  - genus Leptophysoderes Weirauch, 2006
  - genus Maroantsetrana Villiers, 1968
  - genus Mimoelasmodema Villiers, 1962
  - genus Neophysoderes Miller, 1955
  - genus Paraphysoderes Villiers, 1962
  - genus Paulianocoris Villiers, 1953
  - genus Physoderes Westwood, 1845
  - genus Physoderoides Miller, 1955
  - genus Rodepirea Villiers, 1962
  - genus Tribelocephaloides Villiers, 1962
- subfamilia Pseudocetherinae Villiers, 1963
  - genus Pseudocethera Villiers, 1963
- subfamilia Reduviinae Latreille, 1807
  - genus Acanthaspis Amyot & Serville, 1843
  - genus Alloeocranum Reuter, 1881
  - genus Anacerilocus Miller, 1957
  - genus Apechtia Reuter, 1881
  - genus Apechtiella Miller, 1948
  - genus Apteroreduvius Villiers, 1975
  - genus Aradomorpha Champion, 1899
  - genus Archilestidium Breddin, 1900
  - genus Arcuatitibia Luo et al., 2009
  - genus Australocleptes Miller, 1951
  - genus Berengeria Gil-Santana & Coletto-Silva, 2005
  - genus Bergrotheus Schouteden, 1913
  - genus Brachytonus China, 1925
  - genus Cargasdama Villiers, 1950
  - genus Censorinus Distant, 1903
  - genus Centrogonus Bergroth, 1894
  - genus Cerilocus Stål, 1858
  - genus Cheronea Stål, 1863
  - genus Cheronella Miller, 1955
  - genus Corupaia Lent & Wygodzinsky, 1948
  - genus Crociaeus Breddin, 1900
  - genus Croscius Stål, 1874
  - genus Cyclopocoris Miller, 1950
  - genus Dilophocoris Miller, 1959
  - genus Diplosiacanthia Breddin, 1903
  - genus Drescherocoris Miller, 1954
  - genus Durevius Villiers, 1962
  - genus Durganda Amyot & Serville, 1843
  - genus Durgandana Miller, 1957
  - genus Dyakocoris Miller, 1951
  - genus Ectmetacanthus Reuter, 1882
  - genus Edocla Stål, 1859
  - genus Edoclella Miller, 1956
  - genus Edoclina Jeannel, 1919
  - genus Empyrocoris Miller, 1953
  - genus Eriopreda Jeannel, 1917
  - genus Eriopredoides Miller, 1955
  - genus Euvonymus Distant, 1904
  - genus Ganesocoris Miller, 1955
  - genus Gerbelius Distant, 1903
  - genus Gnistus Stål, 1874
  - genus Hadrokerala Wygodzinsky & Lent, 1980
  - genus Haplonotocoris Miller, 1940
  - genus Hermilloides Schouteden, 1931
  - genus Hermillus Stål, 1874
  - genus Heteropinus Breddin, 1903
  - genus Hoberlandtia Villiers, 1950
  - genus Holotrichius Burmeister, 1835
  - genus Horcinia Stål, 1874
  - genus Horciniella Miller, 1958
  - genus Inara Stål, 1859
  - genus Iphithereuta Breddin, 1903
  - genus Isdegardes Distant, 1909
  - genus Jacobsonocoris Miller, 1954
  - genus Junghuhnidia Breddin, 1903
  - genus Kalshovenia Miller, 1954
  - genus Kayanocoris Miller, 1954
  - genus Khafra Distant, 1902
  - genus Khafrana Miller, 1957
  - genus Kobacoris Villiers, 1969
  - genus Kopsteinia Miller, 1954
  - genus Korinchocoris Miller, 1941
  - genus Lamabokeus Villiers, 1972
  - genus Lenaeus Stål, 1859
  - genus Leogorrus Stål, 1859
  - genus Leptacanthaspis Jeannel, 1917
  - genus Lydenburgia Miller, 1957
  - genus Mankuninga Distant, 1902
  - genus Marbodus Distant, 1904
  - genus Mardania Stål, 1859
  - genus Mesacanthaspis Livingstone & Murugan, 1993
  - genus Microlestria Stål, 1872
  - genus Microvarus Jeannel, 1917
  - genus Moramanga Villiers, 1962
  - genus Nalata Stål, 1860
  - genus Namapa Wygodzinsky & Lent, 1980
  - genus Nannolestes Bergroth, 1913
  - genus Nanokerala Wygodzinsky & Lent, 1980
  - genus Neervoortia Miller, 1954
  - genus Neivacoris Lent & Wygodzinsky, 1947
  - genus Neoacanthaspis Murugan & Livingstone, 1991
  - genus Neocentrogonus Miller, 1940
  - genus Neocerilocus Miller, 1957
  - genus Neocheronea Miller, 1955
  - genus Neokhafra Miller, 1957
  - genus Neostachyogenys Miller, 1953
  - genus Neotiarodes Miller, 1957
  - genus Neotrichedocla Villiers, 1962
  - genus Noualhierana Miller, 1958
  - genus Nyplus Villiers, 1948
  - genus Opisthacidius Berg, 1879
  - genus Pantopsilus Berg, 1879
  - genus Paracerilocus Miller, 1957
  - genus Paragerbelius Miller, 1958
  - genus Parahermillus Miller, 1955
  - genus Paralenaeus Reuter, 1883
  - genus Parapechtia Miller, 1953
  - genus Paraplynus Jeannel, 1919
  - genus Parareduvius Schouteden, 1952
  - genus Paredocla Jeannel, 1914
  - genus Pasira Stål, 1859
  - genus Pasiropsis Reuter, 1881
  - genus Patago Bergroth, 1905
  - genus Pelurgocoris Miller, 1958
  - genus Peregrinator Kirkaldy, 1904
  - genus Perissopygocoris Miller, 1951
  - genus Phaurolestes Bergroth, 1913
  - genus Pheletocoris Miller, 1959
  - genus Phonergates Stål, 1855
  - genus Phyja Distant, 1919
  - genus Platymeris Laporte, 1832
  - genus Platymicrus Bergroth, 1903
  - genus Plynaspoides Miller, 1955
  - genus Plynoides Schouteden, 1931
  - genus Plynus Stål, 1858
  - genus Poecilopterocoris Miller, 1959
  - genus Pseudoreduvius Villiers, 1948
  - genus Pseudozelurus Lent & Wygodzinsky, 1947
  - genus Psophis Stål, 1863
  - genus Psytalla Stål, 1859
  - genus Raipurocoris Miller, 1959
  - genus Recicolus Jeannel, 1917
  - genus Reduvius Fabricius, 1775
  - genus Schoutedenana Miller, 1952
  - genus Schultheissidia Breddin, 1903
  - genus Sinnamarynus Maldonado & Berenger, 1996
  - genus Sphedanocoris Stål, 1866
  - genus Sphedanovarus Jeannel, 1919
  - genus Stachyogenys Stål, 1870
  - genus Staliastes Kirkaldy, 1900
  - genus Stesiochorus Distant, 1906
  - genus Stigmonotocoris Miller, 1958
  - genus Tapeinus Laporte, 1833
  - genus Tetroxia Amyot & Serville, 1843
  - genus Tiarodes Burmeister, 1835
  - genus Tiarodurganda Breddin, 1903
  - genus Timotheus Distant, 1903
  - genus Trichedocla Jeannel, 1914
  - genus Tympanistocoris Miller, 1958
  - genus Ukambocoris Miller, 1957
  - genus Varus Stål, 1866
  - genus Velitra Stål, 1866
  - genus Velitroides Miller, 1958
  - genus Voconia Stål, 1866
  - genus Zeluroides Lent & Wygodzinsky, 1948
  - genus Zelurus Hahn, 1826
- subfamilia Saicinae Stål, 1859
  - genus Bagriella McAtee & Malloch, 1923
  - genus Banarocoris Miller, 1958
  - genus Buninotus Maldonado, 1981
  - genus Caprilesia Gil-Santana, Marques & Costa, 2006
  - genus Choreutocoris Miller, 1957
  - genus Cuernolestes Miller, 1953
  - genus Exaeretosoma Elkins, 1962
  - genus Gallobelgicus Distant, 1906
  - genus Kiskeyana Weirauch & Forero, 2007
  - genus Madecassosaica Villiers, 1957
  - genus Micropolytoxus Elkins, 1962
  - genus Oncerotrachelus Stål, 1868
  - genus Panagrocoris Miller, 1957
  - genus Paratagalis Monte, 1943
  - genus Polytoxus Spinola, 1837
  - genus Pristicoris Miller, 1952
  - genus Pseudosaica Blinn, 1990
  - genus Saica Amyot & Serville, 1843
  - genus Saicireta Melo & Coscarón, 2005
  - genus Spairapeltis Miller, 1950
  - genus Tagalis Stål, 1860
  - genus Tolyxopus Villiers, 1969
  - genus Vadonocoris Villiers, 1957
  - genus Villiersella Schouteden, 1951
- subfamilia Salyavatinae Amyot & Serville, 1843
  - genus Acosmetocoris Miller, 1954
  - genus Alvilla Stål, 1874
  - genus Araneaster Hesse, 1925
  - genus Elaphocranus Bergroth, 1904
  - genus Eudima Schouteden, 1912
  - genus Lisarda Stål, 1859
  - genus Nudiscutella Murugan & Livingstone, 1990
  - genus Paralisarda Miller, 1957
  - genus Petalocheirus Palisot de Beauvois, 1805
  - genus Platychiria Herrich-Schaeffer, 1853
  - genus Rhachicephala Truong, Zhao & Cai, 2007
  - genus Rulandus Distant, 1904
  - genus Salyavata Amyot & Serville, 1843
  - genus Syberna Stål, 1874
  - genus Tragelaphodes Bergroth, 1904
  - genus Tritavus Hesse, 1925
  - genus Valentia Stål, 1865
- subfamilia Sphaeridopinae Amyot & Serville, 1843
  - genus Sphaeridops Amyot & Serville, 1843
  - genus Veseris Stål, 1865
  - genus Volesus Champion, 1899
- subfamilia Stenopodainae Amyot & Serville, 1843
  - genus Achillas Torre-Bueno, 1914
  - genus Adricomius Distant, 1903
  - genus Afgoia Linnavuori, 1976
  - genus Anacanthesancus Miller, 1955
  - genus Anacanthiocnemis Reuter, 1882
  - genus Antanambeus Villiers, 1948
  - genus Apronius Stål, 1865
  - genus Araphocoris Miller, 1954
  - genus Aulacogenia Stål, 1870
  - genus Baebius Stål, 1865
  - genus Bardesanes Distant, 1909
  - genus Beanana Villiers, 1960
  - genus Belemnocoris Miller, 1952
  - genus Bredo Schouteden, 1931
  - genus Cachanocoris Villiers, 1959
  - genus Campsocnemis Stål, 1870
  - genus Canthesancus Amyot & Serville, 1843
  - genus Catala Villiers, 1951
  - genus Caunus Stål, 1865
  - genus Ceoncophalus Villiers, 1961
  - genus Collartiella Schouteden, 1931
  - genus Ctenotrachelus Stål, 1872
  - genus Dactylopodocoris Miller, 1957
  - genus Descarpentriesius Villiers, 1961
  - genus Diaditus Stål, 1859
  - genus Diokterocoris Miller, 1959
  - genus Dithmarus Distant, 1904
  - genus Dulitocoris Miller, 1940
  - genus Duriocoris Miller, 1940
  - genus Enoplocephala Miller, 1940
  - genus Epiclopocoris Miller, 1952
  - genus Fitana Villiers, 1948
  - genus Gageus Villiers, 1961
  - genus Gallienius Villiers, 1948
  - genus Ghesquierea Schouteden, 1931
  - genus Gnathobleda Stål, 1859
  - genus Griveaudicoris Villiers, 1961
  - genus Harpagochares Stål, 1859
  - genus Helocephalocoris Miller, 1958
  - genus Hemisastrapada Livingstone & Ravichandran, 1988
  - genus Hendecacentrus Bergroth, 1919
  - genus Hulstaertiella Schouteden, 1931
  - genus Kekenboschia Villiers, 1968
  - genus Kodormus Barber, 1930
  - genus Kokodacoris Miller, 1958
  - genus Kumaonocoris Miller, 1952
  - genus Lyramna Breddin, 1900
  - genus Mametina Villiers, 1964
  - genus Mekeocoris Miller, 1958
  - genus Merifanocoris Miller, 1955
  - genus Motucoris Miller, 1958
  - genus Muizonia Villiers, 1954
  - genus Narvesus Stål, 1859
  - genus Neoklugia Distant, 1919
  - genus Neosastrapada Miller, 1940
  - genus Neostaccia Miller, 1940
  - genus Neothodelmus Distant, 1919
  - genus Nitornus Stål, 1859
  - genus Nogullocoris Miller, 1958
  - genus Noualhierella Villiers, 1951
  - genus Ocrioessa Bergroth, 1918
  - genus Oncocephalus Klug, 1830
  - genus Otiodactylus Pinto, 1927
  - genus Padasastra Villiers, 1948
  - genus Paedocoris Miller, 1952
  - genus Pakesia Miller, 1952
  - genus Paracaunus Miller, 1956
  - genus Paraduriocoris Miller, 1955
  - genus Paraghesquierea Villiers, 1948
  - genus Paragylloides Putshkov, 1985
  - genus Parawatsa Villiers, 1961
  - genus Parechinocoris Miller, 1949
  - genus Parepiclopocoris Miller, 1958
  - genus Pedionotocoris Miller, 1949
  - genus Perinetocoris Villiers, 1961
  - genus Phrynodermocoris Miller, 1952
  - genus Planeocoris Chlond, 2010
  - genus Pnirontis Stål, 1859
  - genus Pnohirmus Stål, 1859
  - genus Podormus Stål, 1859
  - genus Polycentrocoris Miller, 1957
  - genus Pseudobaebius Villiers, 1948
  - genus Pseudobeanana Villiers, 1960
  - genus Pseudomuizonius Villiers, 1961
  - genus Pygolampis Germar, 1817
  - genus Renaudicoris Villiers, 1961
  - genus Rhamphophora Miller, 1958
  - genus Rhyparoclopius Stål, 1868
  - genus Rorocoris Miller, 1958
  - genus Rutuba Torre-Bueno, 1914
  - genus Sabronocoris Miller, 1958
  - genus Sankurua Schouteden, 1951
  - genus Sastrapada Amyot & Serville, 1843
  - genus Scheitzia Schouteden, 1951
  - genus Schmitziella Villiers, 1967
  - genus Seridentus Osborn, 1904
  - genus Sphalerocoroides Putshkov, 1985
  - genus Staccia Stål, 1865
  - genus Stachyotropha Stål, 1870
  - genus Stenopoda Laporte, 1833
  - genus Stenopodessa Barber, 1930
  - genus Stenosastrapada Miller, 1940
  - genus Stirogaster Jakovlev, 1874
  - genus Streptophorocoris Miller, 1957
  - genus Stuberiana Miller, 1958
  - genus Thelocoris Mayr, 1866
  - genus Thodelmus Stål, 1859
  - genus Tsawa Villiers, 1966
  - genus Usingerana Miller, 1949
  - genus Utilitaria Distant, 1920
  - genus Watsa Schouteden, 1931
  - genus Xylinocoris Miller, 1957
  - genus Zylobus Barber, 1930
- subfamilia Triatominae Jeannel, 1919
  - tribus Alberproseniini Martínez & Carcavallo, 1977
    - genus Alberprosenia Martínez & Carcavallo, 1977

  - tribus Bolboderini Usinger, 1944
    - genus Belminus Stål, 1859
    - genus Bolbodera Valdés, 1910
    - genus Microtriatoma Prosen & Martínez, 1952
    - genus Parabelminus Lent, 1943

  - tribus Cavernicolini Usinger, 1944
    - genus Cavernicola Barber, 1937

  - tribus Rhodniini Pinto, 1926
    - genus Psammolestes Bergroth, 1911
    - genus Rhodnius Stål, 1859

  - tribus Triatomini Jeannel, 1919
    - genus Dipetalogaster Usinger, 1939
    - genus Eratyrus Stål, 1859
    - genus Hermanlentia Jurberg & Galvão, 1997
    - genus Linshcosteus Distant, 1904
    - genus Meccus Stål, 1859
    - genus Mepraia Mazza, Gajardo & Jorg, 1940
    - genus Nesotriatoma Usinger, 1944
    - genus Panstrongylus Berg, 1879
    - genus Paratriatoma Barber, 1938
    - genus Triatoma Laporte, 1833
- subfamilia Tribelocephalinae Stal, 1866
  - tribus Opistoplatyini Villiers, 1943
    - genus Acanthorhinocoris Miller, 1940
    - genus Centrogastocoris Miller, 1958
    - genus Distantus Villiers, 1943
    - genus Opistoplatys Westwood, 1834
    - genus Plectrophorocoris Miller, 1958

  - tribus Tribelocephalini Stal, 1866
    - genus Abelocephala Maldonado, 1996
    - genus Afrodecius Jeannel, 1919
    - genus Apocaucus Distant, 1909
    - genus Enigmocephala Redei, 2007
    - genus Gastrogyrus Bergroth, 1921
    - genus Homognetus Bergroth, 1923
    - genus Matangocoris Miller, 1940
    - genus Megapocaucus Miller, 1954
    - genus Tomolus Stål, 1874
    - genus Tribelocephala Stål, 1853

  - tribus Xenocaucini Maldonado, 1996
    - genus Tribelocodia Weirauch, 2010
    - genus Xenocaucus China & Usinger, 1949
- subfamilia Vesciinae Fracker & Bruner, 1924
  - genus Chopardita Villiers, 1944
  - genus Microvescia Wygodzinsky, 1943
  - genus Mirambulus Breddin, 1901
  - genus Pessoaia Costa Lima, 1940
  - genus Vescia Stål, 1865
- subfamilia Visayanocorinae Miller, 1952
  - genus Carayonia Miller, 1952
  - genus Wardamanocoris Malipatil, 1990

## Vanjske poveznice
|  | Zajednički poslužitelj ima još gradiva o temi Reduviidae |
|  | Wikivrste imaju podatke o taksonu Reduviidae             |